# Liste antiker Ortsnamen und geographischer Bezeichnungen/Mo
| Lateinischer Name        | Griechischer Name                    | Beschreibung                                                        | Heute                                                        | Quellen und Verweise   | Lage                |
| ------------------------ | ------------------------------------ | ------------------------------------------------------------------- | ------------------------------------------------------------ | ---------------------- | ------------------- |
| Moab                     | Μωάβ (Mōab)                          | Landschaft in Palästina                                             | östlich des Toten Meeres in Jordanien                        | Smith;                 |                     |
| Moabitae                 |                                      |                                                                     |                                                              | Smith;                 |                     |
| Mocissus                 | Μωκησός (Mōkēsos), Μωκισόν (Mōkison) | Stadt in Kappadokien                                                | Kırşehir in der Türkei                                       | Smith;                 |                     |
| Modicia                  |                                      |                                                                     |                                                              | Smith;                 |                     |
| Modin                    | Μωδεΐμ (Mōdeim), Μωδεείν (Mōdeein)   | biblischer Ort, Heimat von Mattatias, dem Vater des Judas Makkabäus | nahe Modi’in in Israel                                       | Smith;                 |                     |
| Modogalinga              |                                      |                                                                     |                                                              | Smith;                 |                     |
| Modogulla                |                                      |                                                                     |                                                              | Smith;                 |                     |
| Modomastice              |                                      |                                                                     |                                                              | Smith;                 |                     |
| Modra                    | Μόδρα (Modra)                        | Stadt in Bithynien                                                  | 8 km östlich von Mudurnu in der Türkei                       | Smith;                 | 40° 29′ N, 31° 9′ O |
| Modubae                  |                                      |                                                                     |                                                              | Smith;                 |                     |
| Modura                   |                                      |                                                                     |                                                              | Smith;                 |                     |
| Modutti                  |                                      |                                                                     |                                                              | Smith;                 |                     |
| Moenus                   |                                      |                                                                     |                                                              | Smith;                 |                     |
| Moeris Lacus             |                                      |                                                                     |                                                              | Smith;                 |                     |
| Moesia                   |                                      | römische Provinz am südlich der unteren Donau                       | nördliches Bulgarien                                         | Smith;                 |                     |
| Mogetiana                |                                      |                                                                     |                                                              | Smith;                 |                     |
| Mogontiacum, Moguntiacum |                                      | Stadt am Rhein, Hauptstadt von Germania superior                    | Mainz                                                        | Smith;                 |                     |
| Mogrus                   |                                      |                                                                     |                                                              | Smith;                 |                     |
| Molada                   |                                      |                                                                     |                                                              | Smith;                 |                     |
| Molindae                 |                                      |                                                                     |                                                              | Smith;                 |                     |
| Molocath                 |                                      |                                                                     |                                                              | Smith;                 |                     |
| Moloeis                  |                                      |                                                                     |                                                              | Smith;                 |                     |
| Molossi                  |                                      |                                                                     |                                                              | Smith;                 |                     |
| Moluris                  |                                      |                                                                     |                                                              | Smith;                 |                     |
| Molycreium               |                                      |                                                                     |                                                              | Smith;                 |                     |
| Momemphis                |                                      |                                                                     |                                                              | Smith;                 |                     |
| Mona                     | Μόνα (Mona)                          | Insel vor der britannischen Küste                                   | Anglesey vor der Küste von Wales                             | Smith;                 |                     |
| Monapia                  |                                      |                                                                     |                                                              | Smith;                 |                     |
| Monesi                   |                                      |                                                                     |                                                              | Smith;                 |                     |
| Monetium                 |                                      |                                                                     |                                                              | Smith;                 |                     |
| Monoeci Portus           |                                      |                                                                     |                                                              | Smith;                 |                     |
| Mons Aureus              |                                      |                                                                     |                                                              | Smith;                 |                     |
| Mons Balbus              |                                      |                                                                     |                                                              | Smith;                 |                     |
| Mons Brisiacus           |                                      |                                                                     |                                                              | Smith;                 |                     |
| Mons Mariorum            |                                      |                                                                     |                                                              | Smith;                 |                     |
| Mons Sacer               | Ἱερὸν ό̀ρος (Hieron oros)             | Berg im Norden von Rom                                              | im römischen Munizipium Monte Sacro                          | Smith;                 |                     |
| Mons Seleucus            |                                      |                                                                     |                                                              | Smith;                 |                     |
| Mopsium                  | Μόψιον (Mopsion)                     | Ort in Thessalien                                                   | bei Mikrolithos nordöstlich von Ambelonas in griechenland    | PECS; Pleiades; Smith; |                     |
| Mopsopia                 |                                      |                                                                     |                                                              | Smith;                 |                     |
| Mopsopia                 |                                      |                                                                     |                                                              | Smith;                 |                     |
| Mopsucrene               |                                      |                                                                     |                                                              | Smith;                 |                     |
| Mopsuestia               | Μοψουεστία (Mopsouestia)             | Stadt im östlichen (ebenen) Kilikien                                | Yakapınar, 19 km östlich von Adana in der Türkei             | Smith;                 |                     |
| Morbium                  |                                      |                                                                     |                                                              | Smith;                 |                     |
| Mordulamne               |                                      |                                                                     |                                                              | Smith;                 |                     |
| Morgantia                |                                      |                                                                     |                                                              | Smith;                 |                     |
| Morgetes                 |                                      |                                                                     |                                                              | Smith;                 |                     |
| Morginnum                |                                      |                                                                     |                                                              | Smith;                 |                     |
| Moriah                   |                                      | biblischer Berg der Opferung Isaaks bzw. Tempelberg in Jerusalem    |                                                              | Smith;                 |                     |
| Moricamba                |                                      |                                                                     |                                                              | Smith;                 |                     |
| Moridunum                |                                      |                                                                     |                                                              | Smith;                 |                     |
| Morimarusa               |                                      |                                                                     |                                                              | Smith;                 |                     |
| Morimene                 |                                      |                                                                     |                                                              | Smith;                 |                     |
| Morini                   |                                      | keltisches Volk der Moriner                                         | zwischen Dünkirchen und Le Touquet-Paris-Plage in Frankreich | Smith;                 |                     |
| Morius                   |                                      |                                                                     |                                                              | Smith;                 |                     |
| Moron                    | Μόρων (Morōn)                        | Stadt in Lusitania                                                  |                                                              | Smith;                 |                     |
| Moron Hydor              |                                      | Ort an der Küste von Lykien                                         |                                                              |                        |                     |
| Morontabara              |                                      |                                                                     |                                                              | Smith;                 |                     |
| Morosgi                  |                                      |                                                                     |                                                              | Smith;                 |                     |
| Mortuum Mare             |                                      |                                                                     |                                                              | Smith;                 |                     |
| Mortuum Mare             |                                      |                                                                     |                                                              | Smith;                 |                     |
| Moryllus                 |                                      |                                                                     |                                                              | Smith;                 |                     |
| Mosa                     |                                      | Fluss in Gallien                                                    | Maas in Frankreich                                           | Smith;                 |                     |
| Mosa                     |                                      | Ort an einem Maasübergang                                           | Meuvy, etwa 10 km nördlich von Val-de-Meuse in Frankreich    | Smith;                 |                     |
| Mosaeus                  |                                      |                                                                     |                                                              | Smith;                 |                     |
| Moscha Portus            |                                      |                                                                     |                                                              | Smith;                 |                     |
| Moschi                   | Μόσχοι (Moschoi)                     | kolchischer Volksstamm                                              |                                                              | Smith;                 |                     |
| Moschici Montes          |                                      |                                                                     |                                                              | Smith;                 |                     |
| Mose                     |                                      | Wegstation in Gallien                                               |                                                              | Smith;                 |                     |
| Mosella                  |                                      | Fluss in Gallien                                                    | Mosel                                                        | Smith;                 |                     |
| Mosteni                  | Μοστηνοί (Mostēnoi)                  | Stadt in Lydien                                                     |                                                              | Smith;                 |                     |
| Mosychlus                |                                      |                                                                     |                                                              | Smith;                 |                     |
| Mosynoeci                |                                      |                                                                     |                                                              | Smith;                 |                     |
| Motene                   |                                      |                                                                     |                                                              | Smith;                 |                     |
| Motya                    | Μοτύη (Motyē)                        | Stadt an der Westküste von Sizilien                                 | 8 km nördlich von Marsala                                    | Smith;                 |                     |
| Motyca                   |                                      |                                                                     |                                                              | Smith;                 |                     |
| Motyum                   |                                      |                                                                     |                                                              | Smith;                 |                     |
| Mount Parnon             |                                      |                                                                     |                                                              | Smith;                 |                     |
| Mount Taygetus           |                                      |                                                                     |                                                              | Smith;                 |                     |
| Moxoene                  |                                      |                                                                     |                                                              | Smith;                 |                     |